# Čiči
Čiči (engleski izvorni naziv: Tweety, ima i englesko ime Tweety Pie) je fiktivni lik studija Warner Bros. Izmislio ga je Bob Clampett 1942. godine, a prvi put pojavio se u crtiću A Tale of Two Kitties 21. studenog 1942. godine. Twettyevo originalno ima zapravo je Sweetie, a "tweet" u engleskom jeziku je onomatopeja za glasanje manjih ptica. Pojavljivao se u crtićima Looney Tunes i Merie Melodies. 
Lik ptice Tweety trebao je biti ženskog spola, no Čiči je muškog spola, a to je spomenuto prvi put u crtiću The Sylvester and Tweety Mysteries koji se prikazivao od 1995. do 2001. godine. Samo je njegovo originalno ime Swetie ženskog spola. Njegov originalan lik je lik malog kanarinca pa se ponekad Čiči (Tweety) naziva i Tweety bird. U Baby Looney Tunes Tweety je prikazivan u obliku ptića kanarinca.
Tweety je žuti kanarinac koji uvijek veselo živi u kavezu. Mačak Silvestar (Sylvester) uvijek ga pokušava uhvatiti, no, zahvaljujući lukavstvima i trikovima kanarinca Tweetya, nikad ne uspije. Tweety ima i vlasnicu, Bakicu.
Bob Clampett je 1942. godine osmislio lik Tweetya koji se prvi put pojavio u crtanom filmu 21. studenog 1942. godine. Tweetya su željeli pojesti dva mačka Babbit i Catstello (što podsjeća na imena dva komedijaša Abbota i Costella). Tada se Tweety zvao Orson. Isto tako, nije bio kanarinac već mladi ptić - ružičast i veoma agresivan. Lik Swetie, originalno ime Tweetya, je mali ružičasti kanarinac s mašnom na glavi. Godine 1947., u "Tweetie Pie" proslavljeni redatelj Friz Freleng redizajnirao je Tweetya do današnjeg izgleda. Od tada je Tweety s perjem žute boje. Za taj crtić Freleng je dobio Oscara.

## Looney Tunes/Merrie Melodies popis
- A Tale of Two Kities (1942.)
- Birdy and the Beast (1944.)
- A Gruesome Twosome (1945.)
- Tweetie Pie (1947.)
- I Taw a Putty Tat (1948.)
- Bad Ol' Putty Tat (1949.)
- Home Tweet Home (1950.)
- All A bir-r-r-d! (1950.)
- Canary Row (1950.)
- Putty Tat Trouble (1951.)
- Room and Bird (1951.)
- Tweety's S.O.S (1951.)
- Tweet Tweet Twety (1952.)
- Gift Wrapped (1952.)
- Ain't She Tweet (1952.)
- Bird in a Guilty Cage (1952.)
- Snow Business (1953.)
- Fowl Weather (1953.)
- Tom Tom Tomcat (1953.)
- A Street Cat Named Sylvester (1953.)
- Catty Cornered (1953.)
- Dog Pounded (1954.)
- No Barking (1954.)
- Muzzle Tough (1954.)
- Satan's Waiti'n (1954.)
- Sandy Claws (1955.)
- Tweety's Circus (1955.)
- Red Riding Hoodwinked (1955)
- Heir Conditioned (1955.)
- Tweet and Sour (1956.)
- Tree Cornered Tweety (1956.)
- Tugboat Granny (1956.)
- Tweet Zoo (1957.)
- Tweety and the Beanstalk (1957.)
- Birds Anonymous (1957.)
- Greedy For Tweety (1957.)
- A Pizza Twety Pie (1958.)
- A Bird in a bonned (1958.)
- Trick or Tweet (1958.)
- Tweet and Lovely (1959.)
- Tweet and Dreams (1959.)
- Hyde and Go Twwet (1960.)
- Trip For Tat (1960.)
- Rebel Without Claws (1961.)
- The Last Hungry Cat (1961.)
- The Jet Cage (1962.)
- Hawaiian Aye Aye (1964.)
- Carrotblanca (1995.)

## Sinkronizacija na hrvatski jezik
- kanarinac Ptičica (Tweety): glas je posudila Branka Strmac[1]
- Bakica: glas je posudila Branka Strmac[1]
- mačak Silvestar: glas je posudio Dragan Milivojević[1]